# Giulio Caccini
Giulio Caccini, detto Romano (Roma, 8 ottobre 1551 – Firenze, 10 dicembre 1618), è stato un compositore e cantore italiano.

## Biografia

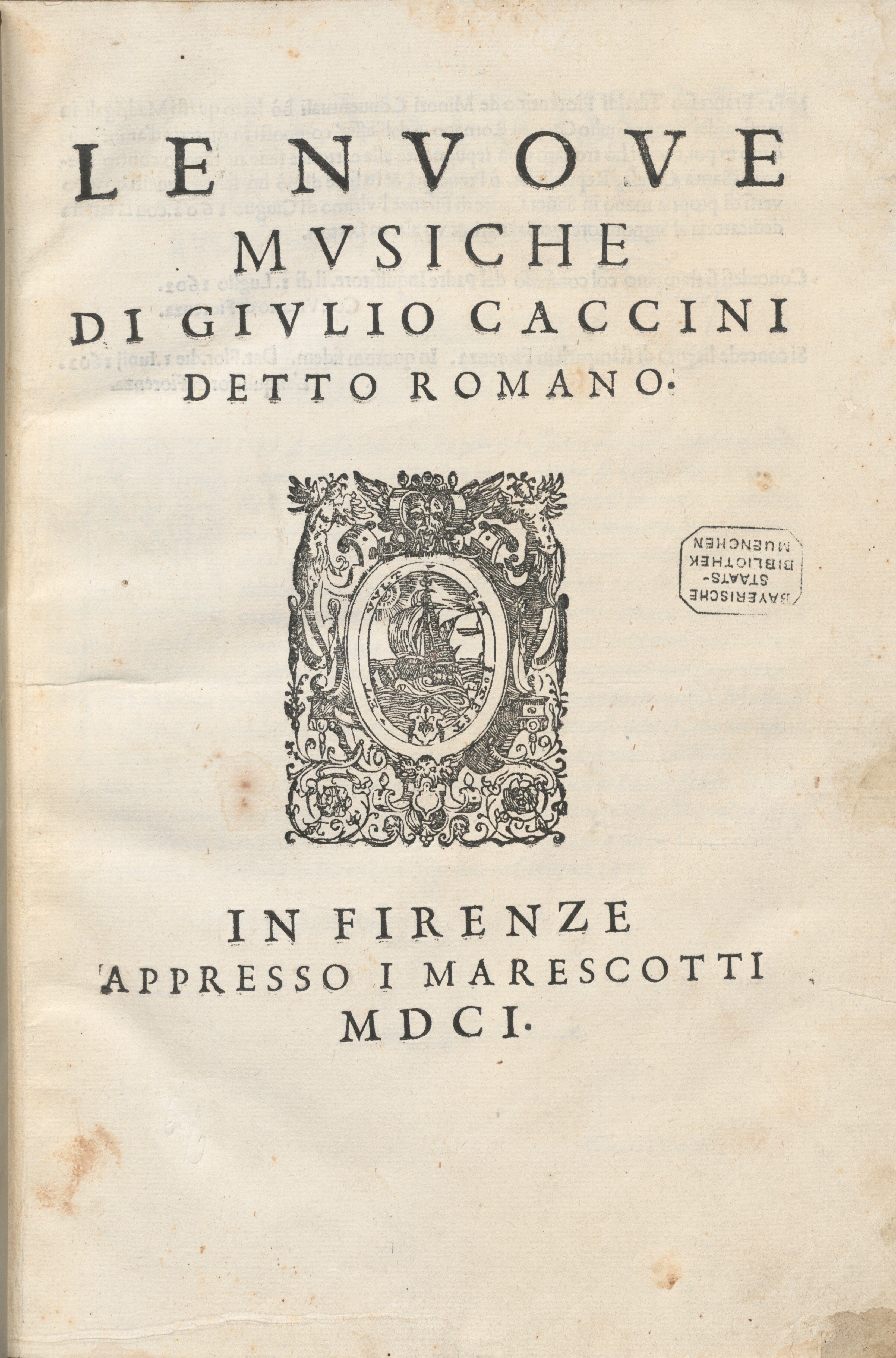
Caccini, Le Nuove musiche, 1601

Di famiglia toscana, originaria di Montopoli in Val d'Arno, Caccini nacque a Roma. Negli anni 1564-65 fu fanciullo cantore della Cappella Giulia, dove fu allievo del fiorentino Giovanni Animuccia, a quel tempo maestro della cappella.

Fu condotto a Firenze dall'ambasciatore fiorentino a Roma Averardo Serristori, perché cantasse durante i festeggiamenti per le nozze del principe Francesco de' Medici e Giovanna d'Austria nel dicembre 1565. In quest'occasione cantò nel quinto intermedio della commedia La cofanaria di Francesco d'Ambra. Dall'aprile 1566 Caccini abitò in casa di Simone Ponte, musicista della corte fiorentina, e studiò canto con il rinomato virtuoso Scipione delle Palle.

Caccini si stabilì a Firenze, mantenendo da allora un costante rapporto con la corte medicea. In un documento del 1568 è menzionato come «musico di Sua Altezza Serenissima», ma il suo nome figura nei ruoli della corte medicea soltanto a partire dal 1579. In quell'anno cantò anche nelle musiche eseguite a corte per le nozze di Francesco I de' Medici con Bianca Cappello. 

Prese parte alle attività della Camerata de' Bardi, l'Accademia promossa dal conte Giovanni de' Bardi, in seno alla quale, dagli anni Settanta del XVI secolo, si andava teorizzando e sperimentando un nuovo stile di canto, che Caccini utilizzò nella sua produzione di madrigali e arie a voce sola e basso continuo, più tardi pubblicate nella raccolta Le nuove musiche (Firenze, 1602).

Nel 1584 Caccini sposò la cantante Lucia Gagnolanti (morta nel 1593), da cui ebbe le figlie Francesca (1587-1641) e Settimia (1591-1660), entrambe divenute cantanti e compositrici, e il figlio Giovan Battista.

Nel 1589 compose la musica di uno degli intermedi della commedia La pellegrina di Girolamo Bargagli, rappresentata nell'ambito dei festeggiamenti per il matrimonio del granduca Ferdinando I de' Medici con Cristina di Lorena.

Caccini visitò più volte la corte estense a Ferrara (1583, 1592, 1594, 1597); nel marzo 1592 era a Roma al seguito del conte Giovanni de' Bardi, di cui era segretario; si recò anche a Genova nel 1595.

Nel 1593, per motivi non chiari, fu estromesso dal ruolo di corte.

Nell'ottobre 1600, in vista dei festeggiamenti per le nozze di Maria de' Medici ed Enrico IV di Francia, Caccini fu reintegrato nei ruoli della corte medicea, mantenendo il posto fino alla morte. Nell'ambito di questi festeggiamenti, il 9 ottobre 1600 nel palazzo degli Uffizi fu eseguito il suo dramma per musica Il rapimento di Cefalo su libretto di Gabriello Chiabrera (la musica è perduta, eccetto il coro finale). Nella stessa circostanza Caccini compose la musica per l'Euridice su libretto di Ottavio Rinuccini, anche se poi andò in scena la versione con musica del suo rivale Jacopo Peri sullo stesso libretto. L'Euridice di Caccini, data comunque alle stampe nel dicembre 1600, fu rappresentata a palazzo Pitti il 5 dicembre 1602.

Fra i cantanti che si esibirono nel Rapimento di Cefalo figuravano i membri della famiglia di Caccini: le figlie Francesca e Settimia, il figlio naturale Pompeo, e la seconda moglie, Margherita Benevoli della Scala (ca. 1575-1636), anch'essa cantante (forse allieva della celebre Vittoria Archilei), che Caccini aveva sposato dopo la morte della prima moglie. Il gruppo familiare, spesso nominato come il concerto delle donne di Giulio, avendo come punto di forza le due figlie e la moglie del compositore, si esibì più volte negli anni 1602-12 davanti a ospiti di riguardo o per cerimonie religiose di corte.

La fama del concerto delle donne fiorentino era tale che nell'autunno del 1604, su invito della regina di Francia Maria de' Medici, Caccini si recò a Parigi, insieme con le figlie Francesca e Settimia, il figlio Pompeo, e la moglie Margherita. Dopo aver fatto tappa nelle corti di Modena e Torino, i Caccini giunsero a Parigi all'inizio di dicembre 1604. Ottenuto uno strepitoso successo grazie alle esibizioni del concerto, di cui, oltre alle donne, faceva parte Caccini stesso e il figlio Pompeo, alla fine di aprile 1605 il compositore e i suoi familiari ripartirono da Parigi per fare ritorno a Firenze.

Ancora per gli spettacoli di corte compose la musica (perduta) del sesto intermedio del Giudizio di Paride, favola di Michelangelo Buonarroti il Giovane, rappresentata in occasione del matrimonio del principe Cosimo de' Medici e Maria Maddalena d'Austria il 25 ottobre 1608 al palazzo degli Uffizi.
Caccini, dettato un codicillo del suo testamento il 6 dicembre 1618, morì pochi giorni dopo. Il 10 dicembre 1618, secondo le sue volontà testamentarie, fu sepolto nella chiesa della SS. Annunziata a Firenze.

## Considerazione sull'arte e la produzione musicale di Caccini
Fondamentale è l'apporto dato da Caccini alla definizione dello stile "recitativo" o "rappresentativo" negli ultimi decenni del Cinquecento. Il nuovo stile di canto non teorizza semplicemente il primato della monodia accompagnata (prassi esistente fin dall'antichità), ma di una "nuova maniera" di canto che richiede «varietà e libertà ritmiche confacenti a una perfetta recitazione, capace di rendere il senso degli affetti contenuti nel testo, ancor meglio del madrigale troppo vincolato dall’intreccio della polifonia». Nello stile rappresentativo sono utilizzati sia i metri solenni e gravi del madrigale (endecasillabo, settenario) sia quelli vivaci e ritmicamente accentuativi (quinario, senario, ottonario) della «canzonetta a uso d’aria». A questo scopo Caccini si avvalse della collaborazione del poeta Gabriello Chiabrera, autore delle innovative «canzonette a richiesta di musici», composte per andare incontro alle esigenze del nuovo stile di canto. In sostanza, la poesia dovette piegarsi alle esigenze della musica e in qualche caso asservirsi ad essa. Questo nuovo genere di poesia per musica, liberata dalle forme poetiche fisse e caratterizzata dalla varietà e dalla flessibilità dei versi e dei metri, si riflette nelle raccolte di arie e madrigali per voce sola date alle stampe da Caccini: Le nuove musiche (Firenze, 1602) e le Nuove musiche e nuova maniera di scriverle (Firenze, 1614). Le due opere a stampa da un lato segnano il passaggio dal madrigale polifonico a quello monodico; dall'altro offrono importanti testimonianze per la storia del canto e della prassi esecutiva, grazie alle preziose indicazioni che Caccini stesso fornì negli avvertimenti «ai lettori» in prefazione alle due raccolte.

Con la composizione dei due drammi posti in musica per recitar cantando, L'Euridice (1600) e Il rapimento di Cefalo (1600), Caccini, insieme con Jacopo Peri, Emilio de' Cavalieri, Marco da Gagliano e Claudio Monteverdi, diede un fondamentale contributo alla nascita dell'opera, un genere che proprio tra gli ultimi anni del Cinquecento e i primi del Seicento muoveva i primi passi nell'ambito degli spettacoli teatrali promossi da alcune corti italiane.

Caccini ebbe un ruolo determinante nella diffusione dello stile rappresentativo anche grazie alla sua attività di insegnante di canto: alla sua scuola si formarono, oltre che le figlie Francesca e Settimia, e il figlio Pompeo, numerosi cantanti, molti dei quali ebbero carriere di successo, come il tenore Francesco Rasi e il soprano Giovanni Gualberto Magli.

Diversi compositori del tempo si dichiararono apertamente debitori dello stile e della musica di Caccini: Severo Bonini nel dedicargli la sua raccolta Madrigali e canzonette spirituali... a una voce sola (Firenze, 1607) dichiarò di aver «imitato il gratioso stile del famosissimo signor Giulio Romano». Ottavio Durante in prefazione alle Arie devote (Roma, 1608), riconobbe come «fonte delle sue virtù» gli avvertimenti posti in prefazione a Le nuove musiche. Antonio Brunelli, nel dedicargli i suoi Canoni varii musicali sopra un soggetto solo (Venezia, 1612), lo riconobbe come colui che «aveva sparso i primi semi della vera maniera di comporre madrigali, canzonette e arie in istile rappresentativo». Filippo Vitali (prefazione a L'Aretusa, Roma, 1620) e Vincenzo Giustiniani (Dialogo sopra la musica, 1628) lo celebrarono come «inventore d'una nuova maniera di cantare».

## Elenco delle composizioni

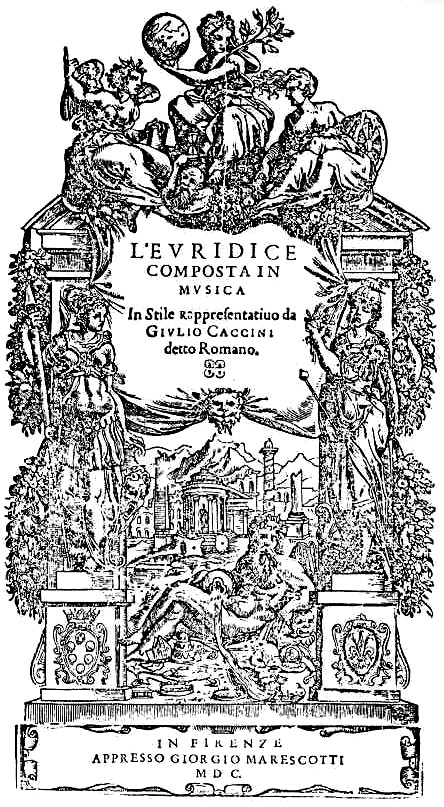
Caccini, L'Euridice, 1600

- L'Euridice melodramma (libretto Ottavio Rinuccini Firenze 1600 (rappresentato al Palazzo Pitti di Firenze il 5 dicembre 1600).
- Le nuove musiche (con dedica Firenze 1602 contiene 10 arie e 12 madrigali).
- Le nuove musiche e nuova maniera di scriverle (Firenze 1614; contiene 29 arie e madrigali a 1 voce)

### Manoscritti
72 composizioni vocali (arie e canzonette).

### Altre composizioni in collaborazione con: Stefano Venturi del Nibbio, Luca Bati e Piero Strozzi
- Il rapimento di Cefalo per le nozze di Enrico IV e Maria de' Medici (libretto di Gabriello Chiabrera Galleria degli Uffizi di Firenze, 1600 con Francesca Caccini, Jacopo Peri e Francesco Rasi), opera drammatica pastorale di cui si conoscono solo pochi frammenti.
- Io che dal ciel cader farei la luna (Palazzo Vecchio di Firenze 1589), intermedio per La Pellegrina (1589).

## Discografia
- 1984 - Le Nuove Musiche, Firenze 1601 – Nuove Musiche e nuova maniera di scriverle, Firenze 1614, con la Schola Cantorum Basiliensis (Deutsche Harmonia Mundi)
- 1992-Le Nuove Musiche, Firenze 1601 – Nuove Musiche e nuova maniera di scriverle, Firenze 1614, Maurizia Barazzoni, Sandro Volta- Arion France. Complete Madrigals and Arias. vol.1- vol.2 ARN 268190-ARN 268216
- 2002 - Giulio Caccini. Madrigali scelti (1601) et varia, con Nella Anfuso, CD+Libro (Stilnovo, 8817)
- 2003 - Il giardino di Giulio Caccini, con Marco Horvat (Alpha, 043)
- 2005 - Nuove Musiche, con Johanette Zomer e Fred Jacobs (Channel Classics, 21305)
- 2009 - Euridice. Scherzi Musicali, con Nicolas Achten (Ricercar, RIC 269)